# 옥곡 나들목
옥곡 나들목(Okgok IC)은 전라남도 광양시 옥곡면 신금리에 설치된 남해고속도로의 15번 교차로(나들목)이다. 지방도 제861호선을 통해 옥곡면과 광영동으로 진출할 수 있으며, 인근에 신금저수지가 있다. 부산, 진주에서 여수산단, 여수엑스포, 돌산도 방면으로 진출하기 위해서는 이 나들목에서 진출하여 이순신대교를 이용하여야 한다.

## 연혁
- 1973년 11월 14일:  남해고속도로 순천 ~ 부산 구간 개통과 함께 통행 개시[1]
- 1996년 3월 22일: 1997년 12월까지 나들목 요금소 설치를 위해 전라남도 광양시 옥곡면 신금리 60m 구간을 820m로 도로구역 변경[2]

## 구조물 정보
- 위치: 전라남도 광양시 옥곡면 신금리
- 영업소: 전라남도 광양시 옥곡면 강변로 434-37

## 접속하는 도로
- 지방도 제861호선 (강변로)

## 교통량 정보
| 요금소        | 통행량 (대/일) | 통행량 (대/일) | 통행량 (대/일) | 통행량 (대/일) | 통행량 (대/일) | 통행량 (대/일) | 통행량 (대/일) | 통행량 (대/일) | 통행량 (대/일) | 통행량 (대/일) | 각주  |
| 요금소        | 2001년         | 2002년         | 2003년         | 2004년         | 2005년         | 2006년         | 2007년         | 2008년         | 2009년         | 2010년         | 각주  |
| ------------- | -------------- | -------------- | -------------- | -------------- | -------------- | -------------- | -------------- | -------------- | -------------- | -------------- | ----- |
| 옥곡 (폐쇄식) | 1,901          | 2,074          | 2,038          | 1,970          | 1,952          | 1,922          | 1,925          | 1,924          | 2,073          | 2,256          | [ 3 ] |
| 요금소        | 2011년         | 2012년         | 2013년         | 2014년         | 2015년         | 2016년         | 2017년         | 2018년         | 2019년         |                | [ 3 ] |
| 옥곡 (폐쇄식) | 2,224          | 2,835          | 3,474          | 3,786          | 4,119          | 4,172          | 4,205          | 4,149          | 4,312          |                | [ 3 ] |